# كيفن هاغان
كيفن هاغان (بالإنجليزية: Kevin Hagan)‏ هو لاعب كرة قدم نيوزيلندي، ولد في 11 أغسطس 1957 في نيوزيلندا. شارك مع منتخب نيوزيلندا لكرة القدم. أما مع النوادي، فقد لعب مع سيدني تايغرز ونادي سيدني أوليمبيك ووولونغونغ وولفز.

## وصلات خارجية
- كيفن هاغان على موقع الاتحاد الدولي (مؤرشف)  (الإنجليزية)
- كيفن هاغان على موقع قاعدة بيانات كرة القدم.إي يو (الإنجليزية)